# Salim Medjkoune
Salim Medjkoune est un boxeur français né le 4 janvier 1972 à Clermont-Ferrand.

## Carrière
Il devient champion du monde des poids super-coqs WBA le 9 octobre 2002 après avoir battu aux points à Tokyo le japonais Osamu Sato, titre qu'il perd à sa 2e défense face à Mahyar Monshipour par KO au 12e round le 4 juillet 2003.